# Еліезер Бен-Єгуда
Еліе́зер Бен-Єгу́да (івр. ‏אֱלִיעֶזֶר בֶּן־יְהוּדָה), при народженні — Лейзер-Іцхок Перельман; 7 січня 1858, с. Лужки, Віленської губернії — 16 грудня 1922, Єрусалим) — єврейський лінгвіст, «батько сучасної мови іврит». Зробив великий внесок у відродження івриту як розмовної мови, видавав перший щотижневик івритом, був засновником Комітету мови іврит, розпочав публікацію першого повного словника мови.

## Життєпис

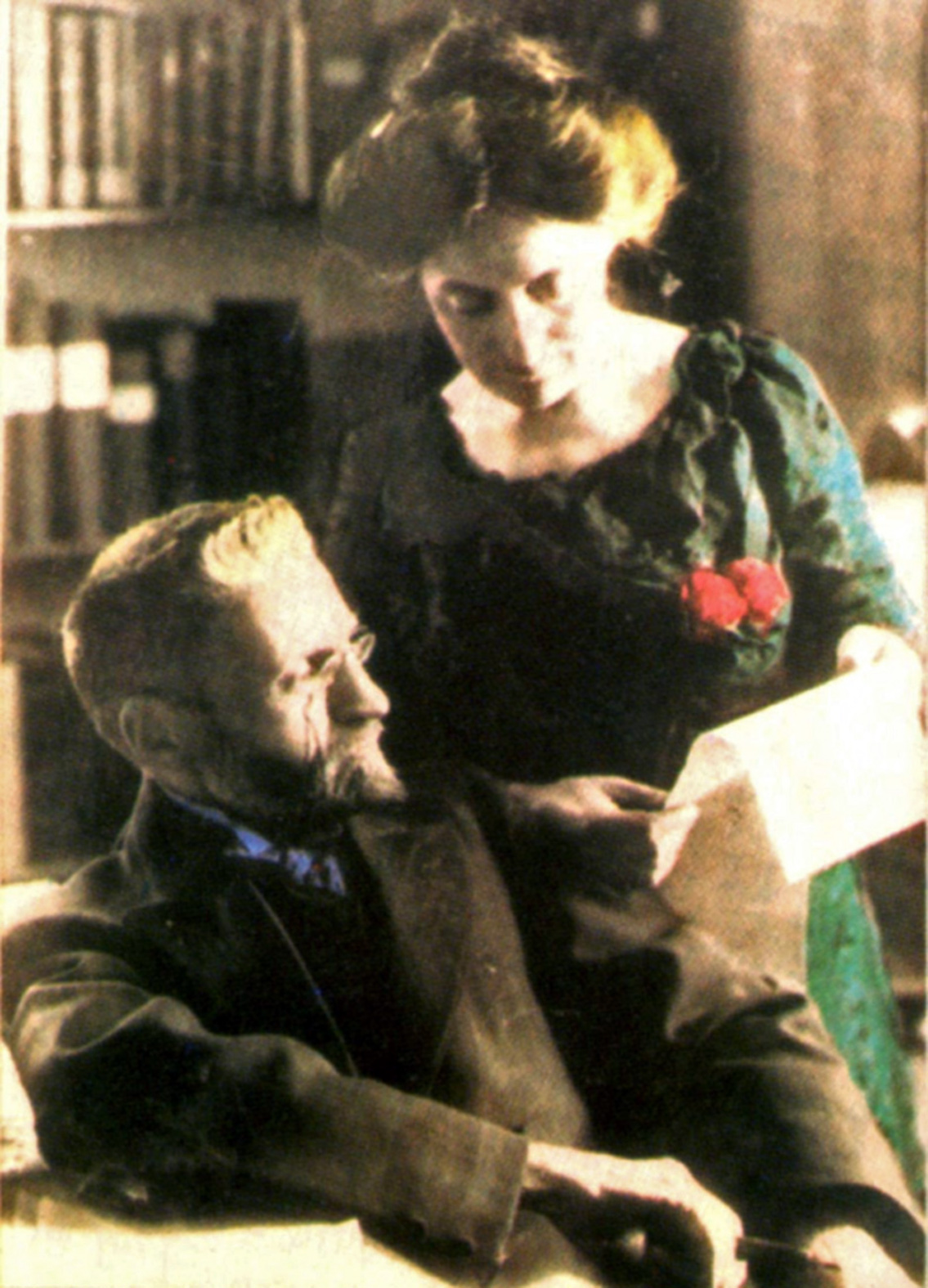
Еліезер Бен-Єгуда зі своєю дружиною Хемдою, 1912 рік

Народився в селищі Лужки Віленської губернії (зараз Шарковщинський район Вітебської області). З трьох років відвідував хедер — єврейську релігійну початкову школу. В дев'ятирічному віці почав вивчати релігійну гебрейську мову, навчився читати Тору й Талмуд. Своє навчання Еліезер продовжив у єшиві, де вивчав не тільки релігійні, а й світські гебрейські тексти. По закінченні реального училища в місті Двінську (зараз Даугавпілс) у 1878 році вступив на навчання до Сорбонського університету в Парижі, де вивчав медицину, а також історію та політику Близького Сходу. В цьому ж університеті надалі вдосконалював гебрейську мову, граматику. Тоді ж він познайомився з сіоністським рухом і почав усвідомлювати важливість відродження національної мови євреїв.
Свої погляди стосовно відродження національної мови висловив у статті «Важливе питання». Оскільки євреї різних країн спілкувалися різними мовами, він вважав відродження національної мови євреїв не тільки корисним і можливим з практичної точки зору, а й заходом консолідації для розбудови нації. З першими сіоністами виїхав до Палестини, де змінив своє ім'я на Еліезер Бен-Єгуда та почав втілювати ідею відродження мови на практиці. В сім'ї єдиною мовою спілкування був іврит, над відродженням якого він працював багато років. Його син Бен-Ціон Бен-Єгуда був першим ізраїльтянином, для кого іврит був рідною мовою, оскільки іншої він не знав і спілкувався тільки нею. Для навчання своїх дітей мови сім'я жила в цілковитій мовній ізоляції, де вживався тільки іврит.
У своїй діяльності в Ерец-Ісраель Бен-Єгуда добився того, щоб у школі, де він викладав, деякі предмети викладалися винятково івритом. У 1884 році під його керівництвом почала виходити газета мовою іврит — «Га-Цеві» («Олень»). У 1890 році засновано «Комітет мови іврит», де він і головував до самої смерті. Комітет, згодом у 1920 році реорганізовано в Академію мови іврит, що зараз є головним центром дослідження та регулювання івриту. З 1910 року працював над словниками івриту, однак не закінчив, оскільки мова продовжувала розвиватися і збільшувався обсяг словникової інформації. 29 жовтня 1922 року іврит, разом з арабською та англійською мовами, проголошено однією з офіційних мов Британського мандату в Палестині. Це сталося великою мірою завдяки клопотанням Бен-Єгуди.
Еліезер Бен-Єгуда помер у Єрусалимі 16 грудня 1922 року від туберкульозу.